# Dysderina dura
Dysderina dura är en spindelart som beskrevs av Arthur M. Chickering 1951. Dysderina dura ingår i släktet Dysderina och familjen dansspindlar.
Artens utbredningsområde är Panama. Inga underarter finns listade i Catalogue of Life.